# بين كروسبي
بين كروسبي (بالإنجليزية: Ben Crosby)‏ هو لاعب كرة قدم أمريكية أمريكي، ولد في 22 مارس 1868 في هالكوت في الولايات المتحدة، وتوفي في 29 ديسمبر 1892 بسبب حمى التيفوئيد.